# Camp de concentration de Wurtzbourg
 (mai 2022).
Le camp de concentration de Wurtzbourg, auxiliaire du camp de concentration de Flossenbürg, est un camp de concentration nazi à Wurtzbourg existant du 17 avril 1943 au 22 mars 1945. Jusqu'à 58 prisonniers furent utilisés pour les travaux de construction d'un hôpital militaire de la Waffen-SS, situé sur le terrain du service de psychiatrie de la clinique universitaire de Wurtzbourg.

## Histoire
Créé en août 1941, l'hôpital militaire de Wurtzbourg est l'un des nombreux établissements SS similaires ouverts après le début de la Seconde Guerre mondiale. L'hôpital militaire rattaché à la clinique psychiatrique de l'université de Wurtzbourg soigne les membres SS traumatisés ou atteints de lésions cranio-cérébrales. Le chef de l'hôpital est Werner Heyde, depuis 1939 professeur de psychiatrie et de neurologie à Wurtzbourg. Heyde est membre de la SS depuis 1936 et au cours des trois années suivantes, il rédige des rapports utilisés pour décider de stériliser ou de castrer les détenus des camps de concentration. Entre 1939 et 1941, Heyde a un rôle de premier plan dans les meurtres de malades de l'Aktion T4 et le meurtre de prisonniers des camps de concentration de l'Aktion 14f13. En raison de sa position et de ses relations au sein de la SS, Heyde est considéré à l'initiative du camp de Wurtzbourg.
Un mois après la création du camp auxiliaire en avril 1943, vingt prisonniers des camps de concentration sont retenus captifs à Wurtzbourg. En juillet 1943, le nombre de prisonniers passe à 58. La majorité des prisonniers sont classés par les SS comme prisonniers politiques, les listes de prisonniers comprennent également quelques « prisonniers de précaution » et deux homosexuels. Selon une liste datée du 28 février 1945, il y a 50 prisonniers dans le camp auxiliaire, pour la plupart de nationalité polonaise et russe. Contrairement à d'autres camps auxiliaires, il n'y eut qu'un petit échange de prisonniers entre le camp principal de Flossenbürg et le camp auxiliaire de Wurtzbourg.
Les prisonniers des camps de concentration sont d'abord logés dans leur propre caserne dans la prison d'urgence de la Friesstraße à Wurtzbourg, un centre de détention de la Gestapo de Wurtzbourg. La prison fut ouverte en septembre 1942, car la prison locale est surpeuplée. La Gestapo utilise principalement la prison d'urgence comme prison de transit pour le transfert des travailleurs forcés et des prisonniers de guerre soviétiques vers les camps de concentration. Gardés par les SS et vêtus de treillis de camp à rayures bleues et blanches, les détenus du camp auxiliaire vont le matin et le soir de la prison d'urgence à travers la ville de Wurtzbourg jusqu'à leur lieu de travail, la clinique Füchsleinstraße 15. Dès l'automne 1943, un sous-sol d'un bâtiment de clinique sécurisé par des barbelés sert de logement aux prisonniers.
Les prisonniers travaillent principalement pour l'agrandissement et la conversion de l'hôpital psychiatrique universitaire. La construction de casernes d'hôpitaux, d'abris anti-aériens, d'une installation de stockage et de travaux à l'extérieur sont documentés. À partir de décembre 1944, les prisonniers sont également utilisés au Waldhaus im Steinbachtal, un restaurant touristique à l'extérieur de Wurtzbourg confisqué par les SS pour l'hôpital. De plus, les prisonniers semblent avoir été utilisés dans des projets de construction privés par des membres de la SS et de la Gestapo. Le service hospitalier SS fournit la force de garde de 20 hommes, dirigée par un chef de commando responsable du camp principal de Flossenbürg.
Le 18 août 1943, l'évasion d'un prisonnier lors de la marche matinale vers la clinique se solde par le meurtre du prisonnier : Herbert Lehmann, un prisonnier classé par les SS comme asocial, est rattrapé quelques heures plus tard avec la coopération du maire de Karlstadt. Un commando SS envoyé sur les ordres de Heyde tire sur Lehmann sur le chemin du retour, selon le rapport d'un SS Oberscharführer lors d'une autre tentative d'évasion. Selon le rapport d'autopsie, Lehmann a reçu une balle dans le cou à bout portant.
Dans des déclarations faites après la guerre, la majorité des prisonniers décrivent les conditions de détention à Wurtzbourg comme meilleures que dans le camp principal de Flossenbürg ou dans d'autres camps auxiliaires. Les conditions d'hygiène sont un peu moins catastrophiques et la nourriture préparée dans la cuisine de l'hôpital meilleure. Les sœurs du Rédempteur employées à la clinique servent aux prisonniers de la nourriture dans des assiettes en porcelaine à une table dressée de façon festive, selon la réminiscence du prisonnier Josef Kohout. Un SS Oberscharführer réprimande les religieuses avec des mots durs et ordonne de donner la nourriture des bols en étain. Par la suite, l'approvisionnement des prisonniers se détériore considérablement, ce qui entraîne la malnutrition et la maladie. Pendant les marches à travers Wurtzbourg et pendant les affectations de travail, les prisonniers ont des contacts occasionnels avec la population locale. Les dossiers de la Gestapo documentent le cas d'une femme de 23 ans qui a donné à un détenu du camp de concentration des cigarettes et des articles de papeterie. La femme est placée en détention préventive pendant trois semaines, elle est menacée d'emprisonnement dans un camp de concentration en cas de récidive.
Lors du bombardement de Wurtzbourg le 16 mars 1945, les quartiers des détenus sur le terrain de l'hôpital sont gravement endommagés. Dans les jours qui suivent, les prisonniers du camp de concentration sont probablement utilisés pour des travaux de nettoyage dans la ville avant d'être transférés à Flossenbürg par train le 22 mars. La plupart des prisonniers de Wurtzbourg sont probablement présents dans la marche de la mort des prisonniers de Flossenbürg vers Dachau à partir du 20 avril. On ne sait pas combien de prisonniers sont morts.
En 1967, le Service central d’enquêtes sur les crimes nationaux-socialistes ouvre des enquêtes sur le camp de Wurtzbourg. Lors d'enquêtes préliminaires, la police de Wurtzbourg tente de retrouver d'anciens prisonniers et des membres des gardes. L'enquête se concentre sur d'éventuelles morts violentes, d'autres infractions étant déjà prescrites à ce moment-là. Le meurtre d'Herbert Lehmann, documenté dans les archives de la Gestapo de Wurtzbourg, est resté inconnu des enquêteurs. Les poursuites sont interrompues en novembre 1975 parce qu'il n'y a aucune indication de crimes pouvant encore faire l'objet de poursuites.